# شريك القاعات
شريك القاعات (بالإنجليزية: Shrek the Halls) هو فيلم تلفزيوني قصير خاص عُرض على قناة ABC لأول مرة يوم الأربعاء 28 نوفمبر 2007 ومن إخراج غاري تروسديل

## طاقم التمثيل
- مايك مايرز بدور شريك
- إدي ميرفي بدور الحمار
- كاميرون دياز بدور فيونا
- أنطونيو بانديراس بدور القط ذو جزمة
- كونراد فيرنون بدور جينجي
- كودي كاميرون بدور بينوكيو/الخنازير الثلاثة الصغيرة
- آرون وارنر بدور الذئب
- كريستوفر نايتس بدور الفئران الثلاثة المكفوفين

## وصلات خارجية
- شريك القاعات على موقع IMDb (الإنجليزية)
- شريك القاعات على موقع ميتاكريتيك (الإنجليزية)
- شريك القاعات على موقع ألو سيني (الفرنسية)
- شريك القاعات على موقع فيلمافينيتي (الإسبانية)
- شريك القاعات على موقع قاعدة بيانات الفيلم (الإنجليزية)
- شريك القاعات على موقع ليتربوكسد (الإنجليزية)
- شريك القاعات على موقع كينوبويسك (الروسية)

1. ↑  مذكور في: قاعدة بيانات الأفلام على الإنترنت. مُعرِّف قاعدة بيانات الأفلام على الإنترنت (IMDb): tt0897387. الوصول: 20 أغسطس 2017. لغة العمل أو لغة الاسم: الإنجليزية.